# Opruga
Opruga (također elastično pero prema njem. Feder) je strojni dio za elastično spajanje. Opruga je izrazito elastičnih svojstava, koji prilikom deformacije (promjene oblika) preuzima mehanički rad u obliku akumulirane potencijalne energije, a koji u određenom trenutku može osloboditi povratkom u početni položaj. Mehanički rad pretvaraju u potencijalnu energiju, a nju opet natrag u mehanički rad, to jest opruge akumuliraju rad. Služi za ublažavanje udaraca (na vozilima, osovinskim spojkama), za akumuliranje mehaničkog rada (u mehaničkim satovima, dječjim igračkama), za povrat pokreta (kod ventila ili polužja), za ograničenje sile (na momentnim ključevima za zavrtanje), za mjerenje sile (kod dinamometara), za regulaciju podizaja (kod regulacijskih ventila), kao titrajni dio i u mnoge druge svrhe. Opruge se dijele prema obliku (lisnate, tanjuraste, prstenaste, cilindrične zavojne, konične zavojne, spiralne), presjeku (kvadratne, plosnate, okrugle i drugo), opterećenju (vlačne, tlačne, opterećene na savijanje ili uvijanje). Materijal od kojega se izrađuju najčešće je posebna vrsta čelika za opruge, koji je elastičan i jako žilav (čelik za opruge). Za specijalne namjene upotrebljavaju se legirani čelici: nehrđajući, antimagnetski, a sasvim iznimno i drugi metali, pa i nemetali, na primjer kompozitni materijali.
Opruga je elastični strojni dio koji pod utjecajem vanjskih sila akumulira energiju, te je nakon rasterećenja vrati u obliku potencijalne energije, čitavu ili umanjenu. U praksi se opruge upotrebljavaju za različite namjene. Neki od najčešćih primjera upotrebe su:
- akumulacija energije (opruge za pogon mehanizma u satu i u igračkama),
- prigušenje ili amortizacija udaraca i vibracija (torzijske opruge u cestovnim vozilima), odbojnici željezničkih vozila, zavješenje kotača, elastične spojke,
- kao povratni dio (opruge u ventilima, spojkama, mjernim instrumentima),
- mjerenje ili ograničenje sila (vaga s oprugom ili dinamometar, preša),
- raspodjela sila (oruđa za učvršćivanje, željeznička i cestovna vozila),
- opruge za zatezanje.

## Povijest
Jednostavne nezavojne opruge su se koristile kroz povijest čovječanstva, kao recimo luk i strijela. U brončano doba se počinju koristiti složenije opruge, kao na primjer pinceta ili kliještica. Ktesibije Aleksandrijski je radio brončane opruge, s povećanim sadržajem kositra, koje su imale dobra elastična svojstva. 
Prve zavojne opruge su se pojavile u 15. stoljeću. Prvi sat s torzijskom oprugom za navijanje se pojavljuje u 16. stoljeću. 1676. britanski fizičar Robert Hooke otkriva zakonitosti u radu opruga, kod njihovog istezanja i sabijanja, što se danas naziva Hookeov zakon. „Fenor” iz Nove Rače bio je najznačajnija tvornica opruga u bivšoj Jugoslaviji s više od 550 zaposlenih. Izrađivao je širok asortiman opruga među kojima su bile: spiralne, lisnate, tanjuraste i specijalne opruge te opruge za željezničke vagone.

## Karakteristika i rad opruge
Pod karakteristikom opruge razumijeva se krivulja koja prikazuje međusobnu ovisnost njenog opterećenja (sila) i deformacije (produljenje ili skraćenje). Ako se vlačna, tlačna ili savojna opruga opterete silom F, hvatište sile napravi put s koji se naziva progib. Slično tome, opruge opterećene torzijskim momentom T zakreću se za kut α koji se naziva zakretanje opruge. Progib i kut zakreta se zajedničkim imenom nazivaju opruženje. Ovisnost opruženja o opterećenju naziva se karakteristika opruge, a može biti linearna, progresivna ili degresivna. Karakteristika opruge definirana je omjerom prirasta opterećenja i opruženja koji se naziva krutost opruge. U oprugama s linearnom karakteristikom krutost opruge je konstantna veličina i naziva se konstanta opruge:
{\displaystyle c={\frac {F}{s}}\ }
{\displaystyle c_{t}={\frac {T}{\alpha }}\ }
gdje je: c - krutost opruge za vlačne, tlačne i savojne opruge (N/mm), ct - krutost opruge za torzijske opruge (Nmm/rad), F – opterećenje opruge ili sila (N), s – progib opruge (mm), T – torzijski moment opruge (Nmm) i α – zakretanje opruge (rad). 
Prilikom opterećenja opruge silom F ili momentom torzije T, u opruzi se akumulira radnja opruge. Opruga prilikom rasterećenja predaje akumuliranu radnju umanjenu za udio unutarnjeg trenja u materijalu opruge. U praksi se često susreću primjeri kada je u pojedinom sklopu istovremeno ugrađeno više opruga koje su povezane u takozvani "sustav opruga", čime se omogućuje tražena funkcija tog sklopa. Pojedine opruge mogu biti povezane u sustav opruga na različite načine:
- paralelni sustavi opruga; opruge su ugrađene tako da se ukupna sila raspoređuje na pojedine opruge, pri čemu je progib svih opruga jednak.
- serijski sustavi opruga; opruge su ugrađene tako da na pojedine opruge djeluje jednako velika sila F. Progibi pojedinih opruga općenito nisu jednaki, te su ovisni o konstantama opruge.
- kombinirani sustavi opruga; u kombiniranim sustavima opruga, opruge su u različitim kombinacijama ugrađene paralelno i serijski.

### Proračun opruga
Kako se opterećenje opruga mjeri silom F, a deformacija progibom, odnosno elongacijom ili kontrakcijom f, odnosno momentom sile M i kutom uvijanja φ, to je karakteristika opruge ili takozvana njezina krutost c određena izrazom:
{\displaystyle c={dF \over df}}
odnosno:
{\displaystyle c={dM \over d\phi }}
Krutost se mjeri u N/mm, odnosno Nm/radijan i predstavlja silu, koja uzrokuje deformaciju opruge za jedinicu duljine, odnosno luka. Ta se vrijednost zove i specifična ili jedinična sila. Već prema tome da li je c = konstanta, raste ili opada s opterećenjem, karakteristika opruge je pravac, progresivna (rastuća zakrivljena) ili degresivna krivulja (opadajuće zakrivljena). 
Mehanički rad A predan opruzi (na dijagramu šrafirana površina) za te dvije vrste opterećenja iznosi:
Obrada nije uspjela. (SVG (MathML može biti omogućen dodatkom preglednika): Invalid response ("Math extension cannot connect to Restbase.") from server "http://localhost:6011/hr.wikipedia.org/v1/":): {\displaystyle  A = \int_{0}^{f}F \cdot \mathrm{d}f}

odnosno:
{\displaystyle A=\int _{0}^{\phi }M\cdot \mathrm {d} \phi }
a specijalno, kad su karakteristike opruge ravne, jednadžbama:
{\displaystyle A={\frac {F\cdot f}{2}}}
odnosno:
{\displaystyle A={\frac {M\cdot \phi }{2}}}
Mehanički rad A’ što ga opruge predaju kad se rasterete jednak je radu A samo kad se u njima ne stvara ni vanjsko ni unutrašnje trenje. Inače A’ < A, a razlika A - A' troši se za svladavanje trenja i pretvara se u toplinu.

## Materijali opruga
Pri odabiru materijala za opruge mora se uzeti u obzir sposobnost oblikovanja i elastična svojstva materijala. Izbor materijala prvenstveno ovisi o uvjetima eksploatacije opruge:
- opruge za rad u normalnim uvjetima: ako se za ove opruge koristi nelegirani čelik, onda je to najčešće već patentirana žica s 0,5 do 0,85 % ugljika. Patentiranje se izvodi tako da se austenitizirana žica provlači kroz olovnu kupku gdje se izotermno poboljša, a zatim se ohladi na zraku. Obično se nakon toga još hladno gnječi. Poslije izrade (motanja) izvodi se nisko popuštanje. Zbog slabe prokaljivosti nelegirani čelici se koriste samo za manje presjeke, a zbog slabe temperaturne postojanosti za rad na temperaturama samo do 80 ºC. Za opruge koje se toplinski obrađuju poslije oblikovanja koriste se čelici legirani silicijem, manganom, kromom i manje vanadijem, uz srednji sadržaj ugljika (0,4 do 0,7 %). Legirni elementi povećavaju prokaljivost, postojanost popuštanju i mehanička svojstva materijala opruge. Silicij se rastvara u feritnoj rešetki, povećavajući čvrstoću materijala, a još više granicu tečenja, koja kod ovakvih materijala može dostići i 90 % vlačne čvrstoće. S druge strane, pri toplinskoj obradi na višim temperaturama, silicij povećava sklonost čelika jakom razugljičavanju i grubozrnatosti, pa se na površini dobije čisti ferit koji je neotporan na dinamička naprezanja. Karakteristika mangana je da osim što povećava svojstva čelika isto kao silicij, uzrokuje nejednoliki raspored uključina sulfida i oksida. Valjanjem one zauzmu vlaknasti raspored, pa čelik legiran manganom ima visoku žilavost u uzdužnom smjeru (lisnate opruge).
- opruge za rad na povišenim temperaturama: kod ovih opruga čelici su legirani prvenstveno kromom (do 1,5 %) koji sa željezom stvara složeni karbid, te s drugim elementima (molibden, volfram i vanadij) koji stvaraju svoje temperaturno postojane karbide.
- opruge za rad u korozionoj sredini: problem korozije najjednostavnije i najjeftinije se rješava izradom opruga iz čelika iz prethodnih skupina, te njihovim oblaganjem antikorozijskim zaštitnim slojem. No, mnogo učinkovitije, ali zato i znatno skuplje, je izraditi opruge iz materijala otpornog na koroziju. To su prvenstveno nehrđajući čelici, te različite vrste bronci.

U praksi se za opruge najviše upotrebljavaju toplo valjani čelici koji se nakon kaljenja popuštaju, kako bi se povećala žilavost materijala. Najbolja svojstva čvrstoće postižu se upotrebom okrugle žice za opruge koja se izrađuje u različitim razredima kvalitete. Za hladnu izradu opruga postupcima rezanja, prešanja i namotavanja, koriste se hladno valjane čelične trake. Krutost opruge metalnih opruga ovisna je, kod vlačnih, tlačnih i savojnih opruga, o Youngovom modulu elastičnosti materijala opruge E, odnosno o smičnom modulu elastičnosti G kod torzijskih opruga. 
Pri dimenzioniranju opruga bitno je da su naprezanja koja nastaju kao posljedica vanjskih opterećenja manja od dopuštenih. Dopuštena opterećena ovisna su, osim o korištenom materijalu, i o obliku opruge, načinu opterećenja i opasnosti od posljedica koje bi eventualno pucanje opruge prouzročilo. Općenito se dopuštena naprezanja određuju za pojedinu vrstu opruge posebno. Ako takvi podaci nisu na raspolaganju, dopuštena naprezanja opruge mogu se odrediti orijentacijski prema vlačnoj čvrstoći materijala Rm.
Od svih materijala najviše se upotrebljava čelik za opruge (ponekad se naziva i perni čelik) kao na primjer kaljivi ugljični čelik, krom čelik, silicijski čelik, silicijmangan čelik, kromvanadij čelik ili nerđajući čelik. Osim toga kao materijal za opruge služe i specijalni mjed, forforna i silicijeva bronca, novo srebro, nikelin, guma, drvo, pluto i tako dalje. Od materijala za opruge traži se da mu granica elastičnosti (modul elastičnosti) bude visoka, da ima veliku trajnu dinamičku čvrstoću radi podnašanja dinamičkih opterećenja i vlastitih titraja opruga, te da se lako obrađuje hladnom obradom. Kod uvijanja (torzije) svojstva ovise o modulu klizanja. Potrebna dobra mehanička svojstva dobivaju čelici za opruge kaljenjem i određenim dopunskim toplinskim obradama, u koje spadaju na primjer brušenje (skida se razugljičena površina koja djeluje zarezno), poliranje, hladno valjanje i vučenje, nitriranje, različiti elektrokemijski postupci, difuzijska metalizacija, obrada mlazom sačme pod tlakom (očvršćava površinski sloj i povećava dinamičku izdržljivost) i drugo. Važno je primijetiti da čvrstoća opruga znatno opada s površinskom hrapavosti njihove površine. Izvanredno velika čvrstoća materijala za opruge omogućuje odgovarajuće visoka naprezanja, tako da opruge mogu biti razmjerno malih mjera (dimenzija). Dinamička izdržljivost opruga pada s porastom debljine, kao i kod svakog drugog strojnog dijela.

## Podjela
Podjela opruga obično se zasniva na vrstama opterećenja i njima prilagođenim oblicima. Gumene opruge se obično razmatraju kao posebne vrste opruga. Osnovna podjela opruga je prema vrsti glavnog naprezanja: dijele se na savojne (opruge opterećene na savijanje), vlačno-tlačne i torzijske opruge.

### Opruge opterećene na savijanje
Opruge opterećena na savijanje ili savojne opruge već prema svom obliku mogu preuzimati sile (lisnate i tanjuraste opruge) ili momente savijanja (spiralne i zavojne opruge).

#### Lisnate opruge s konstantnim presjekom
Najjednostavniji primjer ovakve opruge je konzolno učvršćena lisnata opruga pravokutnog presjeka. Ako je opruga opterećena silom F koja djeluje na kraju opruge, moment savijanja na proizvoljnom mjestu iznosi:
{\displaystyle M_{x}=F\cdot x}
Najveći moment savijanja:
{\displaystyle M_{s}=F\cdot l}
nastaje na mjestu učvršćenja i ima odlučujući utjecaj pri dimenzioniranju opruge. S obzirom na to da su širina opruge b i debljina h po čitavoj dužini jednake (Wy= konstantno), zbog promjenljivog momenta savijanja mijenja se i naprezanje, pa materijal nije optimalno iskorišten. Zbog toga se ovakve opruge u praksi koriste samo za mala opterećenja, prvenstveno u preciznoj mehanici kao dodirne opruge u raznim sklopkama ili pritisne opruge za ručke i slično. Za izradu ovakvih opruga prvenstveno se upotrebljavaju hladno valjane čelične trake prema DIN 17 222 i legure bakra prema DIN 17 670.

##### Lisnate opruge jednake čvrstoće
Jako opterećene opruge i opruge za cestovna i šinska vozila oblikovane su tako da je uzduž opruge naprezanje na savijanje približno konstantno. To znači da se moment otpora na savijanje presjeka opruge mijenja približno u istom odnosu kao i moment savijanja. Ako je poprečni presjek opruge pravokutnik s momentom otpora na savijanje:
{\displaystyle W_{s}={\frac {b\cdot h^{2}}{6}}\ }
za postizanje gornje pretpostavke mora se uzduž opruge mijenjati širina b ili debljina h. Zbog jednostavnije izrade opruzi se obično u praksi mijenja širina b, tako da se dobiva lisnata opruga "jednake čvrstoće". Ako se ova opruga razreže po širini na n jednakih listova koji se polože jedan na drugoga, dobiva se lisnata opruga jednake čvrstoće u sloju. Ako se upotrijebe dvije lisnate opruge i krajevi pojedinih listova odgovarajuće oblikuju dobiva se praktički oblik lisnate savojne opruge u sloju, takozvani gibanj, koji se često upotrebljava u cestovnim i šinskim vozilima. Njegovo dobro svojstvo je što ublažava udare zbog neravnog kolnika, što povoljno utječe na vožnju vozila. Lisnate opruge izrađuju se prvenstveno od toplo valjanih čelika za opruge prema DIN 17 221. Debljina listova h i širina listova b lisnatih opruga standardizirane su prema DIN 4 620.
Kako prilikom rada opruge ne bi došlo do poprečnog zamicanja, listovi su primjerno oblikovani i pričvršćeni posebnim prstenom. Osim toga, listovi su po sredini opruge međusobno povezani odgovarajućim dijelovima za pričvršćivanje, čime se osigurava jednakomjeran raspored opterećenja koje djeluje na pojedine listove. Gornji list je nešto produžen i oblikovan tako da se opruga može primjereno pričvrstiti. Pri tome su na raspolaganju brojne konstrukcijske mogućnosti.

#### Zavojne opruge savijanja
Zavojna opruga savijanja se upotrebljava prvenstveno kao povratna opruga u raznim ručicama i poklopcima. Jedan kraj opruge čvrsto je učvršćen na odgovarajuće kućište ili konzolu, a drugi kraj je pokretan skupa s ručicom ili poklopcem. U osnovnom položaju opruga ima prednaprezanje silom Fp, koje pritišče ručicu ili poklopac na odgovarajući naslon. Prilikom aktiviranja opruge sila Fp se poveća na radnu silu F, koja osigurava okretanje ručice za željeni kut α ili otvaranje poklopca. Nakon rasterećenja opruga je opet opterećena silom Fp.

#### Spiralne opruge
Spiralne opruge su savojne opruge (opterećene na savijanje) namotane u obliku Arhimedove spirale. Za izradu spiralnih opruga najčešće se upotrebljavaju okrugla žica za opruge prema DIN 17 223 i čelične trake od toplo valjanog čelika za opruge prema DIN 17 211. Općenito se ove opruge koriste kod satnih mehanizama, kazaljki mjernih instrumenata, elastičnih spojki i slično. Krajevi spiralnih opruga vođeni su s odgovarajućim nastavcima, pri čemu opterećenje djeluje samo na vanjskom ili samo na unutarnjem kraju. Pri opterećenju opruge pojedini navoji jednakomjerno se pomiču prema središtu opruge, tako da razmak između navoja ostaje čitavo vrijeme jednak za sve navoje. Ovisno o broju navoja i udaljenosti među njima, takva opruga može se okrenuti za vrlo velike kutove (i za više navoja). Pri tome među navojima mora još uvijek ostati određena zračnost jer bi u slučaju doticanja navoja nastali preveliki gubici zbog trenja.

#### Tanjuraste opruge
Tanjuraste opruge su stožasto oblikovani metalni prstenovi koji prenose opterećenja u uzdužnom (aksijalnom) smjeru. Najčešće se upotrebljavaju kao pritisni dijelovi u valjnim ležajevima, kao dijelovi upravljanja ventilima, prigušivači vibracija u strojevima za obradu i svugdje tamo gdje su zahtijevani manji progibi opruge pri velikim pogonskim silama. Ako se želi postići veći progib opruge, naniže se više tanjura u stupac opruge, ali suprotno okrenutih. Pri tome tanjuri mogu u stupac biti razmješteni u različitim kombinacijama. U takvim slučajevima potrebno je razlikovati parametre stupca opruge (sila stupca Fs, progib stupca ss, dužina neopterećenog stupca L0) od parametara pojedine opruge (sila pojedine opruge F, progib neopterećenog tanjura s, visina pojedinog neopterećenog tanjura l0). Povećanjem broja suprotno okrenutih tanjura povećava ukupan progib opružnog stupca, uz nepromijenjeno opterećenje. S druge strane, s povećanjem broja tanjura u pojedinom paketu uz nepromijenjen ukupan progib, opteretivost opruge se proporcionalno povećava. Koja mogućnost će se odabrati ovisi o konstrukcijskim zahtjevima korištenog stupca opruga.
Prilikom ugrađivanja tanjurastih opruga u stupac opruga potrebno je uzimati u obzir kako se dopuštena odstupanja pojedinih opruga zbrajaju, što može kod većih dužina stupaca opruga dovesti do većih odstupanja, te time do problema prilikom ugradnje opruge. Zbog toga u praksi vrijedi preporuka prema kojoj je dužina neopterećenog opružnog stupca L0 ≤ 3⋅Dz, gdje je Dz vanjski promjer opruge. Pri ugrađivanju tanjurastih opruga u stupac opruga potrebno je osigurati dobro vođenje opruge, a to se postiže svornjakom za vođenje (unutarnje vođenje) ili tuljcem za vođenje (vanjsko vođenje). U praksi se preporučuje unutarnje vođenje. Površine dijelova za vođenje (svornjaka ili čahure) i sve naliježne površine opruge trebaju po mogućnosti biti primjereno toplinski obrađene (preporučljivo je cementiranje do dubine ≈ 0,8 mm i kaljenje na tvrdoću najmanje 55 HRc). Također, površina dijelova za vođenje treba biti glatka (preporučeno je precizno brušenje), čime se smanjuje trenje u slučaju dodira prstena opruga i dijela za vođenje. U svakom slučaju, između dijelova za vođenje i prstena opruge mora biti osigurana određena zračnost.

### Torzijske opruge
Torzijska opruga je obično ravna opruga i u obliku okrugloga štapa upetoga na krajevima. Ravne torzijske opruge upotrebljavaju se kao prigušivači torzijskih vibracija (na primjer zglobna vratila na motornim vozilima), za mjerenje sile pritezanja kod momentnih ključeva, elastičnih spojki i slično. Osim takvih ravnih ili šipkastih torzijskih opruga, sve su ostale metalne opruge opterećene na uvijanje (torziju) ustvari zavojne opruge. Za razliku od zavojnih opruga opterećenih na savijanje, koje su cilindričnog oblika, u zavojne torzijske opruge spadaju opruge stožastog i paraboličnog oblika. One se dalje dijele s obzirom na sile koje djeluju u smjeru osi na tlačne i vlačne, i s obzirom na presjek žice od koje su napravljene.

#### Ravne torzijske opruge
Ravne šipkaste (okrugle) torzijske opruge upotrebljavaju se kao prigušivači torzijskih vibracija (na primjer zglobna vratila na motornim vozilima), za mjerenje sila pritezanja kod momentnih ključeva, elastičnih spojki i slično. One djeluju opružno zakretanjem stanjenog struka opruge. Kod krajeva s trokutastim ozubljenjem moguće je premještanje od zuba do zuba. Zbog zareznog djelovanja na mjestima učvršćenja krajevi opruge su pojačani, a prijelaz na struk pažljivo je zaobljen. Naknadno valjanje struka (sačmarenje pomoću čeličnih kuglica) ili fino brušenje povisuje dinamičku izdržljivost. Čvrstoća materijala se kreće i do 1 500 N/mm2.

#### Zavojne torzijske opruge
Zavojna torzijska opruga nastaje kad se žica namotava u obliku zavojnice na valjak (valjkaste zavojne opruge) ili na stožac (stožaste zavojne opruge). Presjek žice obično je okrugao, iako se u praksi upotrebljavaju i zavojne torzijske opruge s pravokutnim presjekom. Valjkaste zavojne torzijske opruge s okruglim presjekom se u praksi najviše upotrebljavaju. Obzirom na smjer opterećenja dijele se na tlačne i vlačne zavojne torzijske opruge.

##### Tlačne zavojne torzijske opruge
U tlačnim zavojnim torzijskim oprugama opterećenje djeluje u uzdužnom (aksijalnom) smjeru tako da se opruga tlači (njena dužina se prilikom opterećenja smanjuje). S obzirom na to da postoji opasnost od loma, prvenstveno kod dužih opruga, opruge su vođene sa svornjakom za vođenje promjera Dd (unutarnje vođenje) ili s čahurom za vođenje s promjerom Dh (vanjsko vođenje). Za opruge može se prilikom unutarnjeg vođenja uzeti Dd ≈ (0,8 … 0,9)⋅Du, gdje je Du unutarnji promjer opruge, a prilikom vanjskog vođenja Dh ≈ (1,1 … 1,2)⋅Dv, gdje je Dv vanjski promjer opruge. Tlačne zavojne torzijske opruge mogu se izrađivati u hladnom ili toplom stanju.

##### Vlačne zavojne torzijske opruge
U vlačnim zavojnim torzijskim oprugama sila djeluje u aksijalnom smjeru tako da se opruga pod utjecajem te sile rasteže (njena dužina se prilikom opterećenja povećava). Izrađuju se u hladnom ili toplom stanju.

### Opruge opterećene na vlak i tlak
Od metalnih opruga u tu skupinu ubrajaju se samo prstenaste opruge koje služe za preuzimanje tlačnih vanjskih sila. Slično kao i tanjuraste i te opruge sastavljaju se od dijelova (elemenata). To su različito oblikovani vanjski i unutrašnji prstenovi s međusobnim dosjednim površinama zakošenim prema osi pod stanovitim kutom. Izrađuju se od ugljikovih čelika s naknadnim kaljenjem.
Te opruge pod opterećenjem dobivaju progib na taj način, što se vanjski prstenovi šire, a unutrašnji stežu, pri čemu dolazi do klizanja njihovih površina jednih po drugima. Pri tome se pojavljuju tangencijalna naprezanja na vlak u vanjskim, a na tlak u unutarnjim prstenovima. U procesu je važno i trenje. Zbog trenja pod opterećenjem, primljeni rad opruge sastoji se od mehaničkog rada utrošenog za elastično deformiranje i rada utrošenog za svladavanje trenja, čiji rad opruga predaje kad se rastereti, manji je od rada kojega opruga proizvodi kod povratnog hoda opet za rad koji se pri tome utroši na trenje. 
Bitno je provjeriti i minimalnu zračnost među susjednim vanjskim, odnosno unutrašnjim prstenovima, koja, da bi djelovanje opruge bilo osigurano, ne smije biti prekoračena u radu. Prigušni rad prstenastih opruga razmjerno je velik, a progib malen. Osim toga, kad su ispravno podmazane, mogu raditi i do 5 godina bez nadzora. Zbog tih svojstava mnogo se upotrebljavaju u odbojnicima željezničkih vozila a i za druge namjene, na primjer u prešama, valjaoničkim stanovima, rudarstvu, brodogradnji i gradnji zrakoplova.

### Gumene opruge
Gumene se opruge upotrebljavaju uglavnom za prigušenje titranja i udara, kao na primjer opruge za temelje ili opruge uložaka elastičnih spojki. Vulkanizirana guma između metalnih ploča ili tuljaka, može se opteretiti na odrez ili smik, a i na tlak. Guma (kaučuk) se ne može stlačiti (komprimirati). Ona može promijeniti svoj oblik, ali ne i obujam. Kada bi gumu zatvorili sa svih strana, ona bi izgubila svoja elastična svojstva. Da se olakša vulkaniziranje gumene mješavine, dijelovi moraju biti približno jednake debljine, ali ne suviše debeli. Zbog zarezne osjetljivosti, treba izbjegavati oštre bridove (zaobljenja ili rebra su povoljna). 
Kao materijal se koristi prirodna guma, buna-S, perbunan-guma i druge. Buna i perbunan su sintetičke gume (umjetna guma). Dugotrajnim djelovanjem svjetla, topline i kisika guma stari i to tako da umjetna guma otvrdne, a prirodna omekša, uz stvaranje napuklina. Vlačna naprezanja pospješuju starenje (vlačne opruge izbjegavati!). Sintetička guma je manje od prirodne gume osjetljiva na toplinu, ulje i benzin. Između -20 ºC i -70 ºC guma smrzava, postaje tvrda i krhka. Gume koje se koriste za opruge imaju tvrdoću od 40 do 70 Shore-A. Od različitih vrsta guma za opruge se upotrebljavaju one koje imaju najveću čvrstoću na vlak. Ti se materijali dijele u skupine prema tvrdoći po Shoreovoj skali; razlikuju se tvrde, srednje i meke gume (s odgovarajućim tvrdoćama po Shoreu od 80, 90, od 50 do 80 i manje od 50). O tvrdoći tih gumenih materijala ovisna je i veličina njihovih modula elastičnosti i klizanja.  

#### Prednosti i nedostaci
Karakteristika gumenih opruga je zakrivljena, ali se pri mirnom opterećenju u granicama dopuštenih naprezanja može u nekim slučajevima približiti (aproksimirati) pravcem. Međutim, pod dinamičkim opterećenjem ona je zatvorena krivulja s oblikom koji među ostalima zavisi i od oblika opruge. To znači da i gumene opruge imaju prigušno djelovanje slično kao i prstenaste. Načelna razlika u ta dva slučaja postoji samo u uzročnim pojavama. Naime, to nije vanjsko nego unutrašnje trenje, svojstvo materijala. Općenito je rad prigušivanja gumenih opruga visok (od 30% do 35% od rada uloženog za deformiranje). Zbog toga su amplitude njihovog titranja pri pojavi rezonancije razmjerno malene te iznose pedeseti do peti dio amplitude pri rezonanciji u čeličnim oprugama.
Ta svojstva gumenih opruga čine ih vrlo prikladnima za primjenu u vozilima. Vrlo povoljno svojstvo je kod toga i njihova moć prigušivanja buke zbog razmjerno vrlo male brzine širenja zvuka u gumi (skoro 8 puta manje nego u zraku, a oko 113 puta manje nego u čeliku).
Ostale prednosti gumenih opruga u usporedbi s metalnim oprugama također su posljedica svojstava gume: to su velika rastezljivost, mali modul elastičnosti i male deformacije u svim smjerovima uz ispunjenje prostora koji stoji na raspolaganju. Zbog toga, za razliku od čeličnih opruga, deformacije gumenih opruga prvenstveno su svojstvo njihovog materijala, a ne oblika.
Nedostaci gume, kao materijala za opruge, jesu njena sklonost puzanju i osjetljivost prema vanjskim utjecajima. Zbog puzanja ona se pri dugotrajnom opterećenju trajno deformira. Dugotrajni utjecaj povišene temperature, svjetlosti i kisika iz zraka uzrokuje procese koji se nazivaju starenjem gume. Pri tome guma od umjetnih kaučuka otvrdnjava, a guma od prirodnog kaučuka omekšava i na njoj se pojavljuju pukotine. Već prema vrsti, u području temperatura od - 20 °C do - 70 °C guma postaje tvrda i krta. Zbog svega toga, upotreba gumenih opruga dopuštena je samo unutar ograničenih područja temperatura. Tako na primjer kod gumene opruge srednje tvrdoće dozvoljene se temperature kreću od - 30 °C do + 60 °C kod trajnog rada, a kod kratkotrajne temperature mogu biti od - 60 °C do + 100 °C; kod perbunama od - 25 °C do + 85 °C, a prolazno od - 30 °C do + 150 °C. 
Osim toga, već prema dodacima upotrijebljenim pri proizvodnji, guma od prirodnog kaučuka više je ili manje osjetljiva prema ulju, mastima, benzinu i drugim prerađevinama nafte. Guma od sintetičkog kaučuka postojanija je prema tim tvarima, ali je manje elastična. 
I pored svih navedenih nedostataka gume, njene prednosti imaju za posljedicu sve veću upotrebu gumenih opruga. Naročito je primjena gume u strojarstvu porasla otkad su pronađeni postupci njenog čvrstog spajanja s metalima pri vulkaniziranju. Na taj način proizvode se danas brojni materijali, koji su poznatiji pod različitim trgovačkim nazivima. Opruge od takvih materijala upotrebljavaju se za stvaranje rezonantnih titranja (na primjer u sitima, prenosilima ili transporterima, vibratorima), za smanjivane amplitude titranja uzrokovanim neuravnoteženošću ili silama pokretnih masa (na primjer u motorima s unutarnjim izgaranjem), za zaštitu mjernih instrumenata i aparata za ispitivanje od vanjskih vibracija i za prigušivanje zvučnih titraja u žičanim i cijevnim vodovima.

#### Gumene opruge s metalnim pločama
Gumene opruge s metalnim pločama ili tuljcima mogu biti opterećene na vlak, tlak ili smik. Opterećenje gumenih opruga na vlak treba izbjegavatim, jer je starenje takvih opruga ubrzano. Najveću trajnost imaju gumene opruge izložene kombiniranom naprezanju na tlak i smik. Takva naprezanja mogu se postići prikladnim načinom opterećenja ili odgovarajućim oblikovanjem. 
Ispitivanja s gumenim blokom, prilijepljenim vulkanizacijom na metalnu ploču (ili suprotno guma na tuljak), na tlak, vlak i na smicanje su pokazala da najbolje mogućnosti u pogledu promjene oblika i iskorištenja elastičnih svojstava gume pružaju oni dijelovi, u kojima je guma opterećena na smicanje. Kombinacija spajanja gume s metalnim pločama ili s limom vulkanizacijom omogućuje vrlo dobro opruženje i istovremeno prigušivanje titraja. Guma također može biti spojena vulkanizacijom s cijevnim komadima. 
Da se olakša vulkaniziranje gumene mješavine, dijelovi moraju biti približno jednake debljine, ali ne suviše debeli. Zbog zarezne osjetljivosti gume treba izbjegavati oštre bridove ili uglove (zaobljenja ili rebra su povoljna). Kao materijal dolazi u obzir prirodna guma, buna-S, perbunan-guma i druge. Buna i perbunan su sintetičke gume (umjetna guma).
Tok deformacije-naprezanja gume određen je standardima. Primjerice σ200 = 12 N/mm2 znači da se materijal pri tom naprezanju rastegne 200%. Naprezanje σ100 je tada jednako modulu elastičnosti, koji znatno ovisi o tvrdoći gume. Tvrdoća se daje u međunarodnim (internacionalnim) stupnjevima tvrdoće IRH koji približno odgovaraju starom standardu Shore-A-tvrdoći. Shore-A-tvrdoća označuje otpor kojim se materijal opire prodiranju krnjeg stožca s D = 1,3 mm, d = 0,79 mm i α = 35°. Na primjer 40 Shore-A znači da je krnji stožac pri zadiranju za 1,27 mm naišao na otpor od približno 4,4 N. Skala tvrdoće ide od 0 do 100. Shore-A izražava najmanju tvrdoću (dubina prodiranja 2,54 mm kod 0,56 N), 100 Shore-A najveću tvrdoću (bez prodiranja kod 8,2 N). S praktički dovoljnom točnošću može se staviti: 50 Shore-A ≈ 50 IRH. Vrste gume koje dolaze u obzir za opruge tvrdoće su od 40 do 70 Shore-A ≈ od 40 do 70 IRH. Metalne ploče sprečavaju gumene opruge da se pri tlačnom opterećenju slobodno poprečno deformiraju. Zbog toga karakteristike tlačnih opruga ne ovise samo o tvrdoći materijala, nego u velikoj mjeri i o oblikovanju. Stoga se modul elastičnosti navodi u zavisnosti od tvrdoće i oblika.

#### Proračunavanje gumenih opruga
U opruge opterećene na tlak ili na vlak ugrađuju se najčešće gumeni blokovi prema slici. Jednadžbe za proračun zasnovane su na osnovnim postavkama iz nauke o čvrstoći, te glase:
nosivost opruge:
{\displaystyle F=A\cdot \sigma }
deformacija (kontrakcija ili elongacija):
{\displaystyle f={\frac {F\cdot L_{0}}{A\cdot E_{m}}}={\frac {\sigma \cdot L_{0}}{E_{m}}}}
mehanički rad opruge:
{\displaystyle W=\int F\cdot \mathrm {d} f}
gdje su: L0 – dužina opruge u neopterećenom stanju, A – površina presjeka opruge, Em – srednji modul elastičnosti, σv ili σp – dozvoljeno naprezanje već prema opterećenju.
Za opruge opterećene na smicanje (silentbloc ili guma vulkanizirana između dvije cijevi) vrijede izrazi:
nosivost opruge:
{\displaystyle F=A\cdot \tau _{s}}
deformacija (pomak):
{\displaystyle f={\frac {F\cdot h}{A\cdot G}}={\frac {h\cdot \tau _{s}}{G}}}
mehanički rad opruge:
{\displaystyle W={\frac {F\cdot f}{2}}={\frac {A\cdot \tau _{s}^{2}\cdot h}{2\cdot G}}}
gdje je: h – visina bloka ili presjeka opruge kod mjesta uklještenja, τs – dozvoljeno naprezanje na smik, G – modul elastičnosti kod smicanja; ostale oznake otprije.
Neke srednje vrijednosti, koje se mogu smatrati samo kao smjernice kod proračunavanja, za gumu srednje tvrdoće iznose: statička čvrstoća σL = 17,5 – 27 N/mm2 pri istezanju 400% - 800%, modul smicanja G = 0,3 – 1,2 N/mm2, modul elastičnosti na tlak E = 1,8 – 10 N/mm2, naprezanje na tlak σp dop = 1 – 2,5 N/mm2, ali se češće računa s manjom vrijednošću 1,2 – 1,5 N/mm2. Iscrpni podaci nalaze se u specijalnim priručnicima. 

#### Slike
|                                                                                  | | |
| Zglobna elastična spojka s prigušnim djelovanjem ostvarenim oprugama Silentbloc. | Karakteristike gumenog bloka s navulkaniziranim limenim pločama kod različitih vrsta opterećenja (guma srednje tvrdoće 63, G = 80 N/cm2). | Silentbloc ili guma vulkanizirana između dvije cijevi, izložena različitim opterećenjima (silama) F1 – F4. Dopuštene deformacije u ovisnosti o izvedbi: α = ± 15 - 30˚, iskošenje β = ± 1 - 7˚, poprečna (radijalna) deformacija: 0,5 – 1,5 mm, uzdužni (aksijalni) pomak: f = 0,5∙(L2 – L1). |

## Fizika

### Hookeov zakon
Hookeov zakon kaže da je deformacija tijela razmjerna primijenjenoj sili pod uvjetom da se ne prijeđe granica elastičnosti tijela. Kada se sila ukloni tijelo će se vratiti u svoj prvobitni oblik. Zakon je otkrio engleski fizičar Robert Hooke 1676. Ako se tijelo na elastičnoj opruzi pomakne iz ravnotežnog položaja, to jest ako se opruga rastegne ili stisne, djelovat će povratna sila (elastična sila opruge), koja će nastojati tijelo vratiti u ravnotežni položaj. Iznos te sile je razmjerna pomaku tijela iz ravnotežnog položaja. Dakle, ako je pomak x, povratna sila je:
{\displaystyle F=-\,k\cdot x}
a koeficijent razmjernosti k je konstanta opruge (ovisi o njenim dimenzijama, obliku i materijalu od kojega je izrađena).

### Jednostavno harmonijsko titranje
Harmonijsko titranje je titranje kod kojeg je sila F koja uzrokuje titranje proporcionalna otklonu veličine koja titra od ǌenog raznotežnog položaja (elongaciji). Tijelo (sustav) koji izvodi harmonijsko titranje zove se harmonijski oscilator. Budući da je sila kod opruge jednaka njenoj masi m, a ubrzanje je a, te uzevši u obzir Hookevog zakon i drugi Newtonov zakon gibanja dobivamo:
{\displaystyle F=m\cdot a\quad \Rightarrow \quad -c\cdot x=m\cdot a\,}
Kako je ubrzanje druga derivacija pomaka x s obzirom na vrijeme, dobivamo:
{\displaystyle -c\cdot x=m\cdot {\frac {d^{2}x}{dt^{2}}}.\,}
Ili ako uredimo:
{\displaystyle {\frac {d^{2}x}{dt^{2}}}+{\frac {c}{m}}\cdot x=0,\,}
Rješenje te diferencijalne jednadžbe je:
{\displaystyle x(t)=A\cdot \sin \left(t\cdot {\sqrt {\frac {c}{m}}}\right)+B\cdot \cos \left(t\cdot {\sqrt {\frac {c}{m}}}\right).\,}

### Sila u opruzi
Sila potpuno sabijene tlačne zavojne opruge iznosi:
{\displaystyle F_{max}={\frac {E\cdot d^{4}\cdot (L-n\cdot d)}{16\cdot (1+\nu )\cdot (D-d)^{3}\cdot n}}\ }
gdje je:
E – Youngov modul elastičnosti
d – promjer žice opruge
L – slobodna duljina opruge bez opterećenja
n – broj navoja s opružnim djelovanjem
{\displaystyle \nu } – Poissonov omjer
D – vanjski promjer opruge

### Vlastito titranje opruga
Svi spojevi opruga sa slobodnopokretljivom masom m predstavljaju sustave koji mogu titrati kad se uzbude nekim impulsom sile. Pri tome, može doći do opasne rezonancije. Zbog toga je u takvim slučajevima potrebno odrediti vlastitu frekvenciju, ako ta, nije dovoljno različita od frekvencije pobude, pobrinuti se za protumjere (na primjer izmjenu mjera ili dimenzija, prikladno prigušivanje). Kako je poznato iz nauke o čvrstoći, vlastita frekvencija takvog sustava (kod vlačnih, tlačnih i savojnih opruga) može se izračunati s pomoću izraza:
{\displaystyle f={\frac {1}{2\cdot \pi }}\cdot {\sqrt {\frac {c}{m}}}}
odnosno kod torzijskih opruga:
{\displaystyle f={\frac {1}{2\cdot \pi }}\cdot {\sqrt {\frac {c}{I}}}}
gdje je: I - moment tromosti mase m. 
Dakle, ako masu gibljivo spojenu s oprugom izložimo trenutačnom djelovanju sile, ona će početi vibrirati vlastitim prigušenim titrajima. Često se od vibracijskog sustava traži određena vlastita frekvencija, kao na primjer kod vibracijskoh sita, njihajućih prenosila (transportera), vibracijskih stolova, vibratora, vagonskih opruga, opruga motornih vozila i slično.